# Lac d'Arvouin
Le lac d'Arvouin se trouve en Haute-Savoie sur la commune La Chapelle-d'Abondance, dans le Chablais français.

## Toponymie
Deux hypothèses s'affrontent pour expliquer le toponyme Arvouin. La première suppose que le nom est composé de deux mots. Le premier ar signifierait « rivière » en préceltique tandis que le second mot serait inexpliquée. La seconde hypothèse suggère une origine latine ruina, « éboulement »,  ou bien du patois ravena ou rouena qui indiquerait une « ravine creusée par les eaux ».

## Présentation

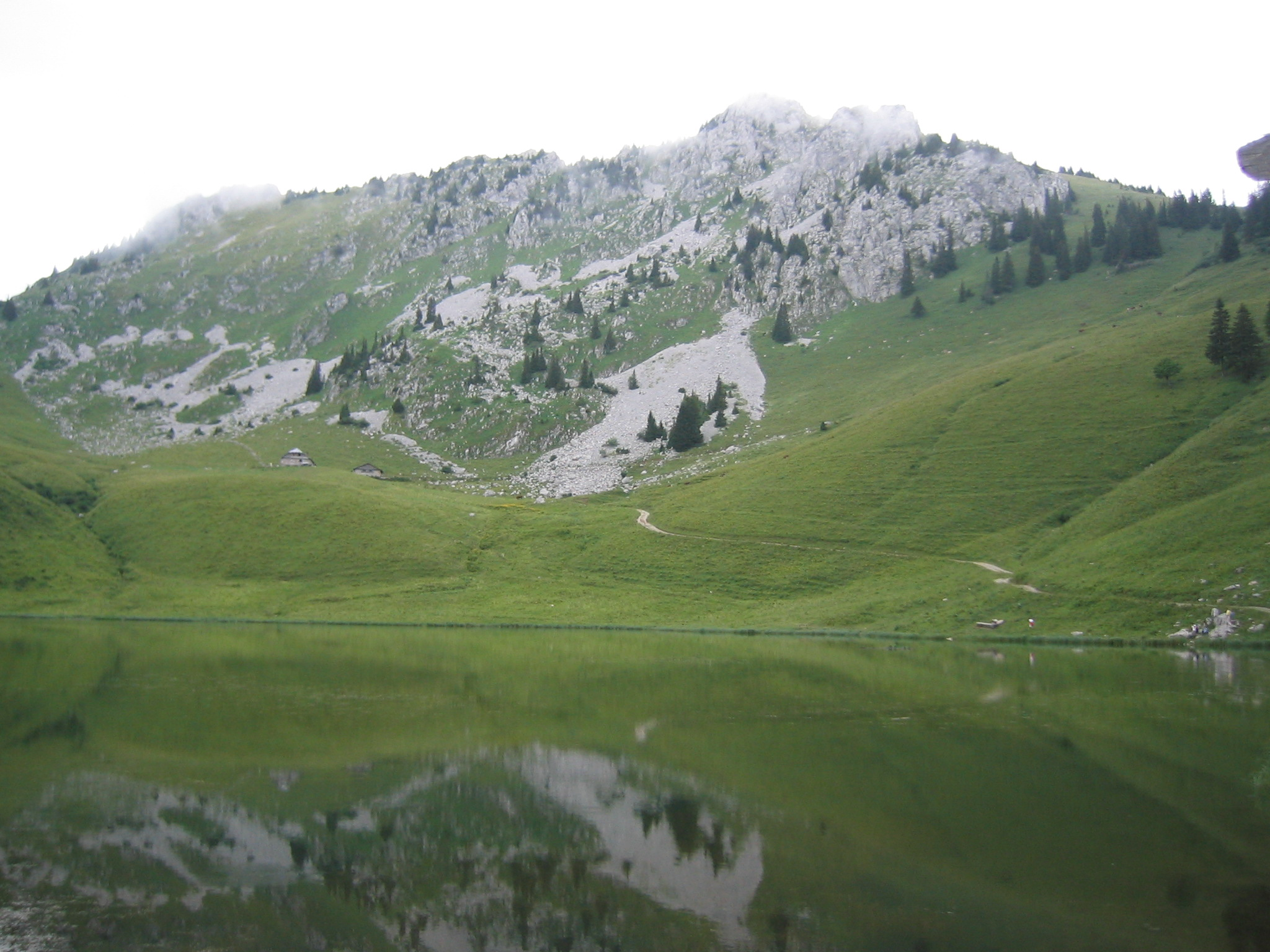
Vue du lac, des chalets et de la pointe d'Arvouin en été.

Il se trouve dans le site protégé des Cornettes de Bise, et à quelques centaines de mètres de la frontière suisse.
À la belle saison, les abords du lac sont occupés par de nombreuses vaches qui y prennent leurs quartiers d'été, dont le lait est utilisé pour la fabrication de l'Abondance.

## Géographie

### Géologie
Le lac est situé sur le versant sud du synclinal d'Arvouin. Il repose à cheval sur les séries d'âge Crétacé supérieur à Éocène de la nappe des Préalpes médianes rigides (Couches rouges et flysch) au sud et le flysch à Helminthoïdes de la nappe de la Simme s.l. au nord. Ces séries marquent un prolongement localisé vers le sud grâce à la présence de failles de décrochement conjuguées qui délimitent en rive sud-est l'escarpement. de la tête de l'Avalanche constituée par les calcaires massifs du Jurassique supérieur de la nappe des Préalpes médianes.

## Histoire

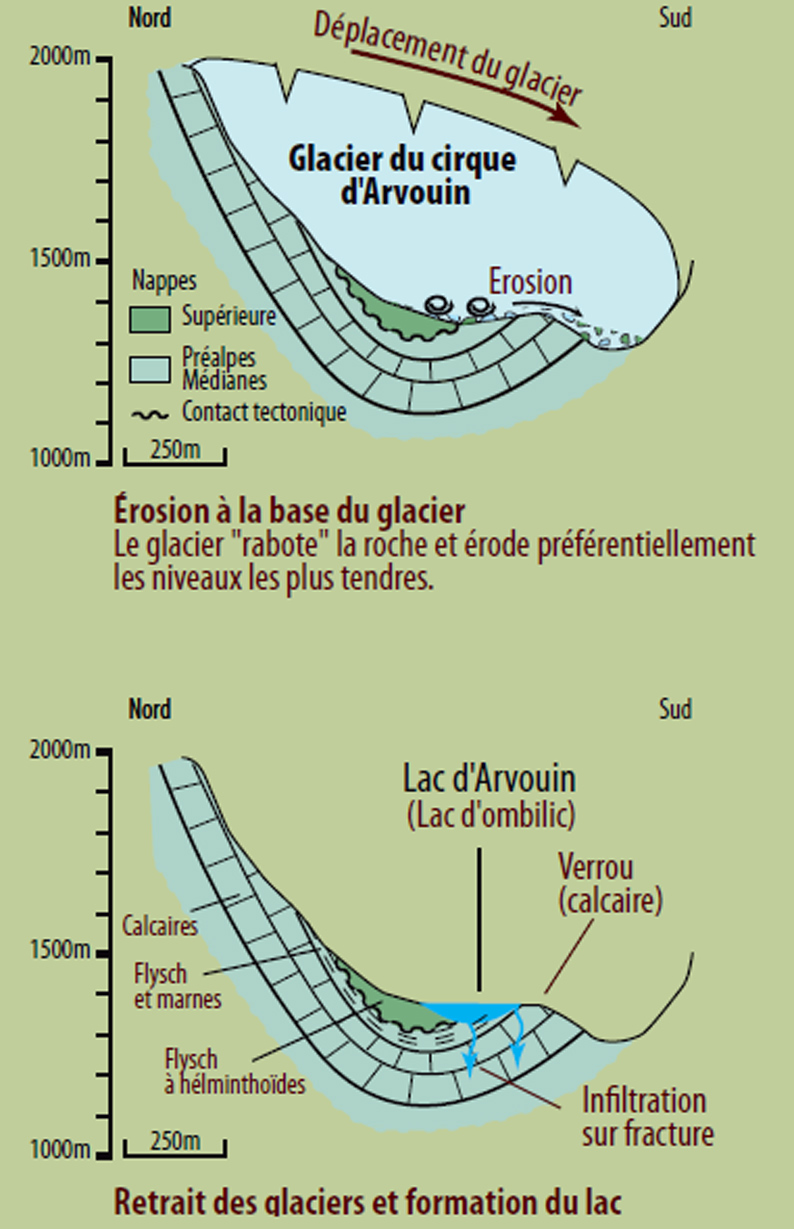
Origine géologique du Lac d'Arvouin

### Origine
Initialement décris comme d'origine karstique, le lac d'Arvouin est en réalité un lac d'ombilic,. Le glacier parti de la pointe d'Arvouin a surcreusé les séries tendres du synclinal d'Arvouin tandis que les falaises Jurassiques de la tête de l'Avalanche et du Linleu constituait un verrou glaciaire.
Lors du retrait glaciaire, les eaux de fonte se sont alors accumulées dans la depression dont le substrat argilo-marneux a favorisé son accumulation aboutissant à la formation du lac d'Arvouin. Les eaux de l'émissaire débouchaient initialement sur une cascade mais s'infiltrent depuis dans des fractures. L'émergence de cette écoulement est pour le moment inconnue. Il est supposé réapparaitre dans les environs de Richebourg sur la base du pendage des couches mais une source dans la vallée de la Dranse d'Abondance sous l'écoulement de la rivière n'est pas exclue. Actuellement, la cascade est alimentée uniquement lorsque le débit est trop élevé pour le réseau de fracture.

### Aménagements
Le niveau du lac a été rehaussé par l'ajout d'une digue de 0,5 m de haut à la fin des années 1970 puis par une seconde digue de 2 m de haut en 1982. Cette élévation du niveau lacustre a entrainé un doublement de la surface initiale du lac qui a du coup inondé les zones marécageuses et tourbières bordant le lac originel.